# Les voisins de mes voisins sont mes voisins
Pour plus de détails, voir Fiche technique et Distribution.
Les voisins de mes voisins sont mes voisins est un film d'animation français réalisé par Anne-Laure Daffis et Léo Marchand et sorti en France en 2022. Il s'agit d'un film comique et fantastique relatant les aventures d'un groupe de voisins farfelus aux métiers ou aux goûts improbables. Le film mélange des rendus de dessin animé et d'images de synthèse, en s'inspirant de la technique du collage.

## Synopsis
Un magicien scie sa victime devant son public sur la piste d'un cirque, mais laisse échapper les jambes, qui vont se réfugier dans un immeuble proche, dans l'appartement d'un célibataire esseulé. Un ogre s'apprête à manger quand il est interrompu par sa voisine qui vient lui confier deux enfants à garder.

## Fiche technique
Sauf indication contraire, les informations mentionnées dans cette section peuvent être confirmées par les bases de données cinématographiques IMDb et Allociné,  présentes dans la section « Liens externes ».
- Titre : Les voisins de mes voisins sont mes voisins
- Réalisation : Anne-Laure Daffis, Léo Marchand
- Scénario : Anne-Laure Daffis, Léo Marchand
- Musique : Éric Debègue[réf. nécessaire]
- Son : Adam Wolny
- Production : Benoît Ayraud, Christian Pfohl, Martine Vidalenc, Emmanuel Quillet
- Studios de production : Lardux Films, Midralgar, avec le soutien de Cinéventure 5, de la Région Nouvelle-Aquitaine et du CNC
- Studio de distribution : Jour2fête (France) ; The PartyFilmSales (international)
- Pays de production :  France
- Langue originale : français
- Durée : 92 minutes
- Format : couleurs
- Date de sortie :
  - France : 2 février 2022

## Distribution des voix
Sauf indication contraire, les informations mentionnées dans cette section peuvent être confirmées par les bases de données cinématographiques IMDb et Allociné,  présentes dans la section « Liens externes ».
- Arielle Dombasle : Isabelle
- Valérie Mairesse : Amabilé
- Elise Larnicol : Lady Di
- Rosaria Da Silva : Rosa
- François Morel : l'Ogre
- Olivier Saladin : Picasso
- Cyril Couton : Truducou
- Didier Gustin : Monsieur Demy